# Нова-Одесса
Но́ва-Оде́сса (порт. Nova Odessa) — муниципалитет в Бразилии, входит в штат Сан-Паулу. Составная часть мезорегиона Кампинас.
Находится в составе крупной городской агломерации Кампинас. Входит в экономико-статистический микрорегион Кампинас.
Население составляет 47 990 человек на 2006 год. Занимает площадь 73,298 км². Плотность населения — 654,7 чел./км².
День города — 24 мая.

## История

### Прибытие поселенцев из Российской империи
После революции 1905 года в России тысячи русских (в том числе великороссов, малороссов, евреи и пр.) семей покидают страну и разъезжаются по Европе. Многие эмигрируют в США.
24 мая 1905 года правительство Бразилии основало Нова-Одессу как «Колониальное ядро» («Колониальные ядра» были сельскохозяйственными районами, куда бразильское правительство хотело привлечь европейских иммигрантов в больших масштабах).
2 августа 1905 года 379 русских евреев высадились в Сантусе (рейсом из Саутгемптона) на пароходе «Арагон». Их отправили в различные ядра, в том числе в Кампос-Сальес и Нова-Одессу. Среди новоприбывших почти не было крестьян. Среди них были следующие профессии: сапожник, каменщик, кучер, конторщик, пекарь, слесарь, жестянщик, маляр, грузчик, стиральная машина, коробейник, акробат, ткач, повар, кузнец, кочегар, бондарь, мясник, машинист, фокусник, без профессии, кожевник, шляпник, продавец фруктов, обойщик, торговец, портной, электрик и т. д.. Не приспособившись к сельскому хозяйству, большинство из них вскоре покинули колонию и перебрались в более крупные бразильские города. В конце 1905 г. в поселении осталось лишь несколько украинских семей. 
Правительство договорилось с бразильской миссией в Санкт-Петербурге, стремясь доставить иммигрантов напрямую из Российской империи (а не через Англию) и намереваясь начать там пропаганду в пользу миграции в Бразилию.
В ответ письмом от 31 августа 1905 г. Министерство иностранных дел в Рио-де-Жанейро сообщает, что российское правительство было против эмиграции своих подданных.
Преисполненное решимости укрепить колонию, бразильское правительство отправило своего представителя в Ригу, с целью привлечь в колонию латышских фермеров, которые также считались «русскими». В 1906 году в поселении появились первые поселенцы из Латвии, ответственные за укрепление колонии. Позже в латышские губернии России были отправлены другие бразильские иммиграционные агенты, которым удалось привлечь больше семей. В вромя новой волны прибыло 40 семей из Латвии и с Юга России, оседая в Новой Одессе и других «колониальных ядрах».

## Статистика
- Валовой внутренний продукт на 2005 составляет 836.467.000,00 реалов (данные: Бразильский институт географии и статистики).
- Валовой внутренний продукт на душу населения на 2003 составляет 14.643,73 реалов (данные: Бразильский институт географии и статистики).
- Индекс развития человеческого потенциала на 2000 составляет 0,826 (данные: Программа развития ООН).